# Jabberwocky (groupe)
Pour les articles homonymes, voir Jabberwocky.
Jabberwocky, parfois stylisé JBBRWCK, est un groupe de musique électronique français.
À ne pas confondre avec Heart of Wolves, groupe de folk et synthpop français qui s'appelait également Jabberwocky avant 2014.

## Biographie
Le groupe est formé en 2013 par les producteurs Camille Camara, Emmanuel Bretou et Simon Louis Pasquer, tous trois étudiants en médecine à Poitiers,. Jabberwocky se fait connaître par son single Photomaton, chanté par la niçoise Élodie Wildstars (Élodie R.), étudiante à Bordeaux, produit tout comme le clip par le label Pain Surprises et réalisé par Nicolas Lauffenburger.
Radio Nova décide de programmer le titre après l'avoir découvert dans plusieurs Blogs Électro. La chanson, qui atteint la 2e place des charts français, est choisie fin 2013 comme habillage sonore de la campagne publicitaire pour la Peugeot 208. Les chaînes MCM et MCM Top, sur demande du CSA, ont dû diffuser le clip après 22 heures car il pouvait « heurter la sensibilité de certains téléspectateurs ».
En mai 2014 sort son premier EP Pola, sur lequel on retrouve le second single du groupe, POLA, chanté cette fois-ci par Clara Cappagli. On trouve au casting du clip l'actrice franco-iranienne Golshifteh Farahani. Ce single figure dans la bande originale du long métrage Rosalie Blum réalisé par Julien Rappeneau en 2015. Le groupe fait rapidement sa première tournée de festival en 2014. On les retrouve notamment programmés au Rock 'n' Solex, aux Solidays, à Calvi on the Rock, au Big festival de Biarritz, aux Francofolies, ainsi qu'au festival des Vieilles Charrues.
Le 16 octobre 2015 le groupe sort son premier album Lunar Lane distribué par Polydor France, sur lequel on retrouve les premiers singles de leur EP Pola ainsi que de nombreuses collaborations nouvelles : Mai Lan, Ana Zimmer, Kim Tim, Owlle, Young Wonder, Na-Kyung Lee. Il se dégage une balade mélancolique dans laquelle on retrouve une richesse mélodique et rythmique. Cet album met en avant les premières influences du groupe mais aussi de nouvelles influences plus électroniques. Combinant des ambiances parfois aériennes, intimistes ou encore mélancoliques et épiques, ce premier album propose une ouverture musicale. Les singles Holding Up (feat. Na-Kyung Lee), Fog (avec Ana Zimmer) et Ignition (avec Owlle) rentrent en playlist sur de nombreuses radios nationales.
En 2017 sort le deuxième album du groupe, Make-Make, produit par Julien Galner et distribué par Polydor France. Le groupe propose un album plus solaire et dansant, avec de nouvelles influences House et Synth Music. On y retrouve à nouveau de nombreuses collaborations vocales (Gibbs, Blow, Elisa Jo, Tessa B, Sly Johnson...). La tournée de cet album est marquée par un passage à L’Olympia le 21 avril 2017.
En 2018, le groupe déménage à Paris et fait une pause de plusieurs mois pour se consacrer à de nouveaux titres en studio. Avec leur nouvelle structure Fait-Maison Productions, les trois producteurs dévoilent un nouvel EP deux titres le 31 mai 2019 : Italobingo / La Yara. Résolument plus club, ce nouvel EP révèle une nouvelle couleur musicale, aux influences Italo disco et hi-NRG. On retrouve Elisa Jo en featuring vocal sur le titre La Yara interprété en portugais brésilien, tandis qu’Italobingo est un morceau instrumental club de près de 7 minutes.
En décembre 2021, le groupe participe à l'événement « Les Nuits Tropicales ». Le groupe revient à Poitiers le 21 juillet 2022 pour participer à l'événement « Poitiers l'été » aux Couronneries (quartier de Poitiers) pour un DJ set.
Depuis 2022, Jabberwocky a rejoint le label de musique Amsem Records et se concentre sur de nouveaux projets à venir pour 2024.

## Discographie

### Albums studio
- 2015 : Lunar Lane
- 2017 : Make Make

### EP
- 2014 : Pola EP
- 2016 : Make EP
- 2019 : Italobingo / La Yara EP
- 2024 : Radiance EP

### Singles
- 2013 : Photomaton ft. Elodie Wildstars
- 2014 : Pola ft. Clara Cappagli
- 2014 : Playground ft. 7ik
- 2014 : Quantif ft. Clara Cappagli
- 2015 : Holding Up ft. Na-Kyung Lee
- 2015 : Fog ft. Ana Zimmer
- 2015 : Ignition ft. Owlle